# Mycetophila eppingensis
Mycetophila eppingensis är en tvåvingeart som beskrevs av Chandler 2001. Mycetophila eppingensis ingår i släktet Mycetophila och familjen svampmyggor. Arten är reproducerande i Sverige. Inga underarter finns listade i Catalogue of Life.